# Făurei (okręg Călărași)
Făurei – wieś w Rumunii, w okręgu Călărași, w gminie Ulmu. W 2011 roku liczyła 442 mieszkańców.